# Gahnia microstachya
Gahnia microstachya är en halvgräsart som beskrevs av George Bentham. Gahnia microstachya ingår i släktet Gahnia och familjen halvgräs. Inga underarter finns listade i Catalogue of Life.